# Torulen
Torulen – organiczny związek chemiczny z grupy karotenoidów wykryty u mszyc z gatunku Acyrthosiphon pisum.

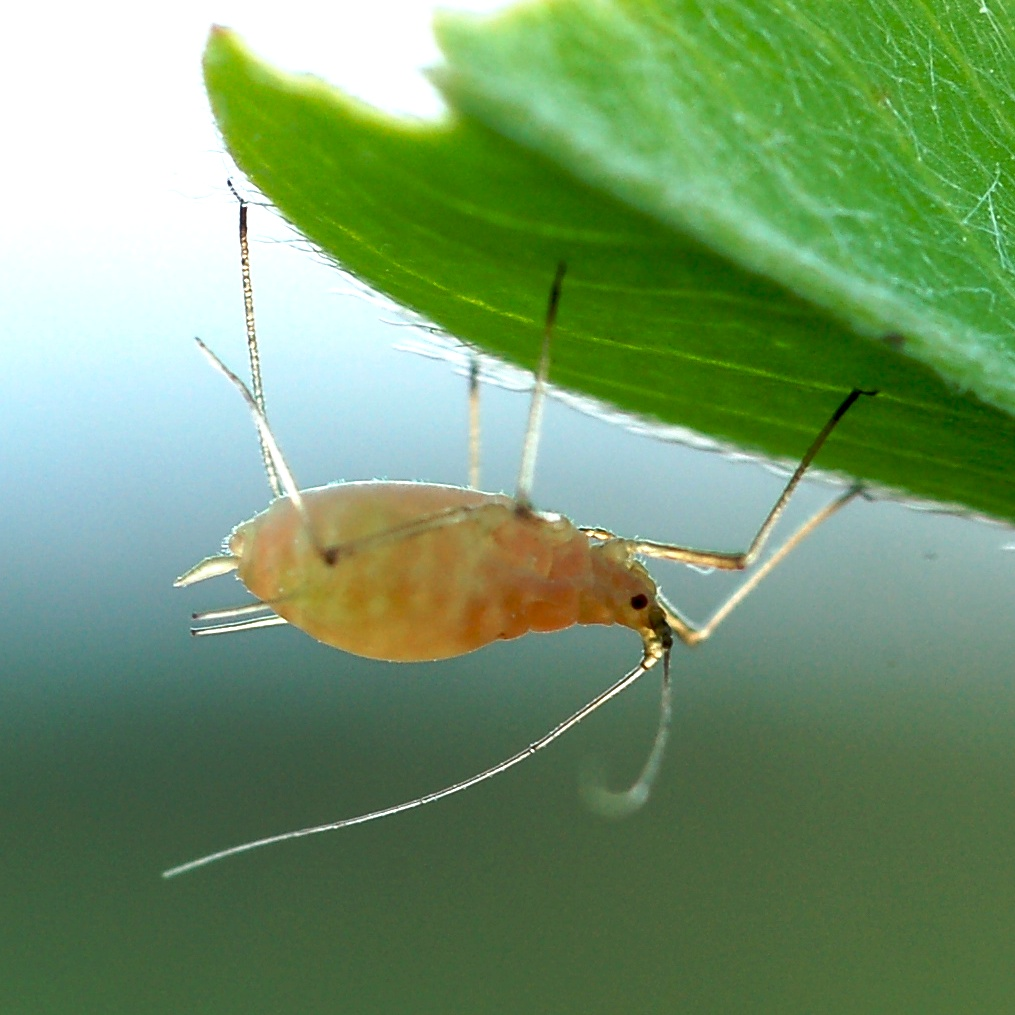
Acyrthosiphon pisum, morfotyp czerwony

Karotenoidy są syntetyzowane przez rośliny, grzyby i mikroorganizmy, jednak do czasu wykrycia torulenu u mszyc, nie znano szlaku biosyntezy tych związków u zwierząt. Mszyce z gatunku Acyrthosiphon pisum wykazują polimorfizm, czerwony lub zielony kolor. Torulen występuje u osobników czerwonych, co wpływa na możliwość ich ochrony przed drapieżnikami.
Analiza filogenetyczna wykazała, że geny niezbędne do przeprowadzenia syntezy torulenu mszyce nabyły w wyniku poziomego transferu genów od grzybów. U mszyc wykryto cztery kopie genów kodujących desaturazę karotenu i trzy dla syntazy fitoenu/cyklazy karotenu. Jednak tylko jeden gen desaturazy jest odpowiedzialny za syntezę torulenu. Transfer genów odbył się w dalekiej przeszłości od grzybów zbliżonych do Mucoromycotina.